# University of Texas at Tyler

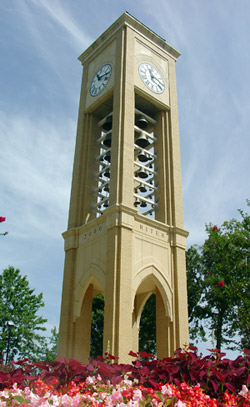
Riter Tower, der höchste Carillon in Texas

Die University of Texas at Tyler (auch UT Tyler genannt) ist eine staatliche Universität in Tyler im US-Bundesstaat Texas. Die Hochschule wurde 1971 gegründet und ist Teil des University of Texas System. Derzeit sind dort etwa 10.200 Studenten eingeschrieben. Neben dem Hauptcampus in Tyler gibt es Nebenstandorte in Longview, Texas sowie Palestine, Texas.

## Fakultäten
- Ingenieurwissenschaften und Informatik
- Künste und Wissenschaften
- Pädagogik und Psychologie
- Pflege und Gesundheitswissenschaften
- Wirtschaftswissenschaften und Technologie

## Sport
Die Sportteams der UT Tyler sind die Patriots. Die Hochschule ist Mitglied der American Southwest Conference.